# Arcidiecéze kolombská
Arcidiecéze kolombská (latinsky Archidioecesis Columbensis in Taprobane) je římskokatolická arcidiecéze na území východní Srí Lanky se sídlem v Kolombu. Je metropolitním sídlem jediné srílanské církevní provincie a má jedenáct sufragánních biskupství. 

## Historie
Již v roce 1834 byl vytvořen Apoštolský vikariát cejlonský, v roce 1886 byl povýšen na metropolitní arcidiecézi.